# Tennistoernooi van Sydney 2002
|                                         |  |                                      |
| Martina Hingis, winnares bij de vrouwen |  | Roger Federer, winnaar bij de mannen |

Het tennistoernooi van Sydney van 2002 werd van zondag 6 tot en met zondag 13 januari 2002 gespeeld op de hardcourt-buitenbanen van het NSW Tennis Centre in de Australische stad Sydney. De officiële naam van het toernooi was Adidas International. Het was de 110e editie van het toernooi.
Het toernooi bestond uit twee delen:
- WTA-toernooi van Sydney 2002, het toernooi voor de vrouwen (6–12 januari)
- ATP-toernooi van Sydney 2002, het toernooi voor de mannen (7–13 januari)

ATP-toernooi van Sydney – WTA-toernooi van Sydney

Toernooien sinds 1990:
1990 · 1991 · 1992 · 1993 · 1994 · 1995 · 1996 · 1997 · 1998 · 1999 · 2000 · 2001 · 2002 · 2003 · 2004 · 2005 · 2006 · 2007 · 2008 · 2009 · 2010 · 2011 · 2012 · 2013 · 2014 · 2015 · 2016 · 2017 · 2018 · 2019 · 2020 · 2021 · 2022